# Evert Lewe

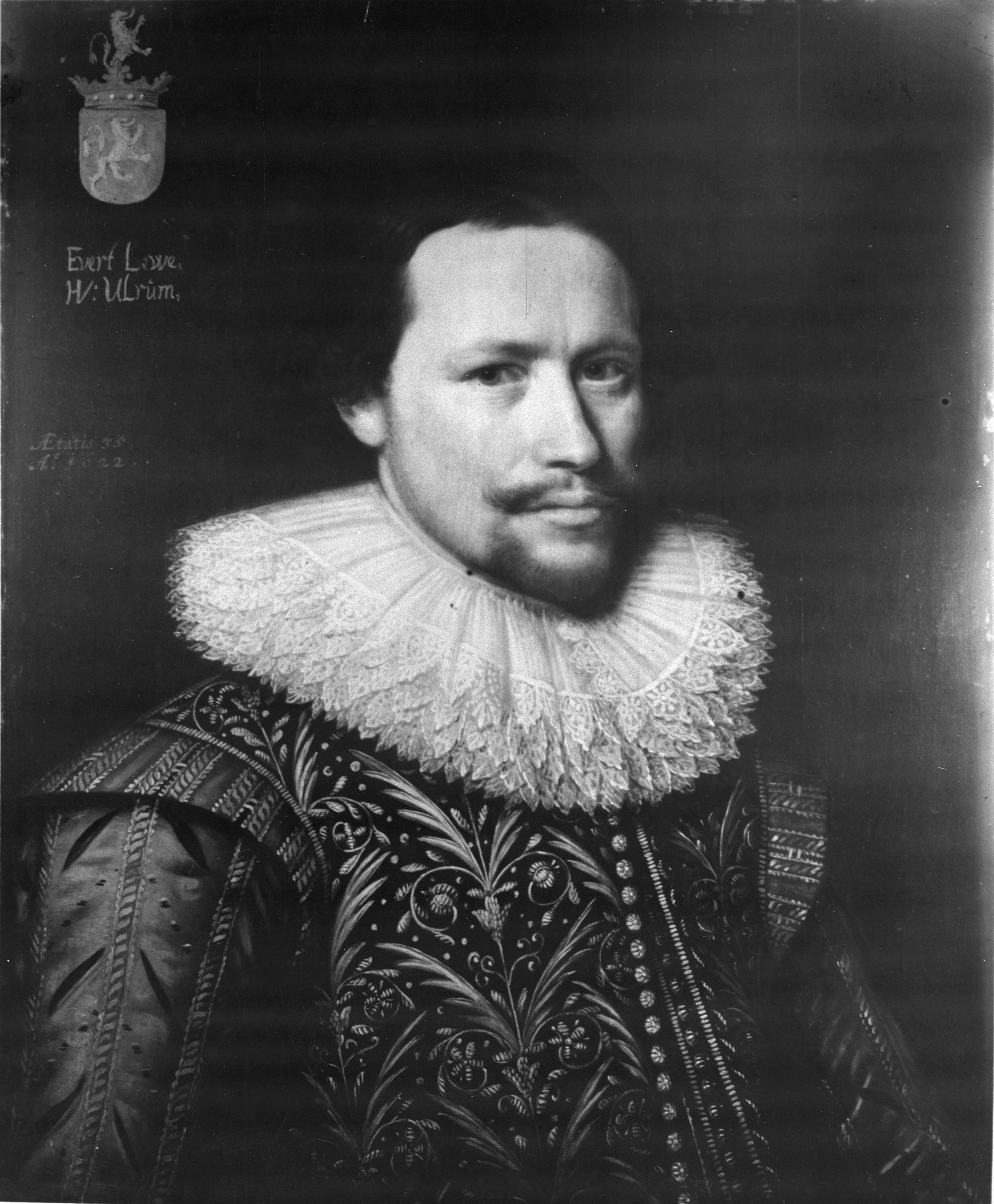
Evert Lewe († 1641), geschilderd in 1622, toegeschreven aan Van Ravesteyn

Evert Lewe († Winsum, 1641) heer van Ulrum, Middelstum, Hansouw en Cantens was een adellijke borgheer in de provincie Groningen.

## Leven en werk
Lewe was een zoon van de Groninger burgemeester Johan Lewe en van Anna Lewe. Hij trouwde in 1619 met Anna Coenders van Helpen, eveneens een kind van een burgemeester van de stad Groningen. Beide echtelieden kwamen uit invloedrijke geslachten en door dit huwelijk werd een vermogen aan bezittingen bijeengevoegd. Tot het bezit behoorden onder meer de borgen Ewsum en Asinga te Middelstum, Asinga te Ulrum en Panser te Vierhuizen en het huis Ter Hansouw te Peize, het Bontehuis aan de Vismarkt te Groningen en het latere Lewenborg in Noorddijk.
In 1620 was Lewe lid van de Raad van State en van de Staten Generaal. In 1628 en 1629 was hij lid van Gedeputeerde Staten van Groningen. Hij was onder meer collector van de kerk van Niekerk, die met zijn steun in de jaren 1628 en 1629 ingrijpend kon worden verbouwd. Op een steen ter herdenking van deze verbouwing wordt vermeld dat hij leiding gaf aan de verbouwing en wordt gerefereerd aan de overwinning op de Zilvervloot in 1628. Lewe zou als bewindvoerder van de West-Indische Compagnie hiervan de vruchten hebben geplukt. Lewe overleed in 1641; hij zou door verdrinking in het Zijldiep bij Winsum om het leven zijn gekomen.
Na zijn overlijden werd de boedel in 1648 gescheiden en verdeeld over zijn drie zoons en één dochter. Johan verkreeg de borgen Ewsum en Asinga te Middelstum en een huis in Groningen. Abel Coenders verkreeg de borgen Asinga te Ulrum en Panser te Vierhuizen. Joost verkreeg het huis Ter Hansouw te Peize en het Bontehuis aan de Vismarkt te Groningen en Willem Anna, getrouwd met Oesebrant Jan Rengers, heer van Slochteren, verkreeg het huis in Noorddijk, het latere Lewenborg.